# Miskolczy Ferenc
Miskolczy Ferenc (Vác, 1899. január 21. – Baja, 1994. május 15.) magyar grafikus- és festőművész.

## Családja
Testvére Miskolczy Dezső állami díjas orvos és Miskolczy László Kossuth-díjas építész voltak. Vácott született ugyan, de apja és nevelőanyja Baján élt, így itt telepedett le. Az első világháborúban 1917-től katonaként vett részt a frontok összeomlásáig.

## Pályafutása
A Magyar Képzőművészeti Főiskolán 1918-1922-ig tanult, mesterei Balló Ede és Pór Bertalan voltak. Az első alkotó éveit Jánoshalmán és Őcsényben töltötte. 1923-ban Münchenben folytatta tanulmányait, Hans Hoffman szabad iskolájában főként a „plein air”, Kubinyi Sándor grafikusnál pedig a rézkarc mesterségét sajátította el. A Nemzeti Szalon 1924-es kiállításán 71 munkája szerepelt. 1925-ben Spanyolországban, majd Ausztriában és Franciaországban járt tanulmányúton, 1929-ben Rómában a Collegium Hungaricum-ban Baja  ösztöndíjasaként tartózkodott. 1936-ban szerzett rajztanári oklevelet. 1953-ig a bajai Iparitanuló Iskola tanára volt. 1953-tól 1966-ig a bajai Tanítóképzőben és a Rudnay Képzőművészkörben is tanított. Oltványi Imrével 1936 és 1938 között együtt alapozták meg és gyarapították a bajai Városi Képtárat kortárs művészektől begyűjtött művekkel (kb. 70 mű). A Képtár őreként a Türr István Múzeum ban több kiállítást rendezett.

## Díjai
- 1930-ban elnyerte Budapest Székesfőváros festészeti nagydíját.
- 1967-ben Bács-Kiskun megyei Művészeti Díjjal tüntették ki.
- 1980-ban Baja város díszpolgárává választották.

## Műveiből
Művészeti pályája legelején elsősorban a népművészetet tanulmányozta (Őcsény és Jánoshalma vidékén). Festői munkásságában a hagyományos műfajok (csendélet, portré, kompozíciók) mellett a Rómában tanulmányozott freskófestés vonzotta. Rózsa Miklós véleménye szerint rézkarcművészetét Albrecht Altdorfer, Martin Schongauer és Albrecht Dürer grafikai zsenije ihlette. Életműve jelentékeny részét a bajai Türr István Múzeum nak ajándékozta. Miskolczy Ferenc végrendeletében a Városra hagyta házát, és műveit, azzal az írásban lejegyzett kéréssel, hogy elhunyta után emlékházzá alakítsák volt lakását és műtermét, ahol állandó kiállítással fogadja látogatóit az úgynevezett bajai „Bagolyvár”.
Napjainkban lelkes lokálpatrióták a "Bagolyvárvédők", a helyi Múzeummal karöltve valóra váltották a hajdan tett ígéretet, hogy Miskolczy Ferenc hagyatéka a nagyközönség elé kerüljön, ahogyan azt a művész is szerette volna, így 2014. április 11-től a Bagolyvár a nagyközönség számára látogatható. 

### Freskók, szobrok
- A bajai Szent Szív római katolikus templom szentélyének al secco falfestménye (1924)
- A karádi Szent László római katolikus templom freskóit 1934-ben újította fel. A templom mennyezetét négy allegorikus freskóval, a fő ívet a kiterjesztett kezű Jézus alakjával, a galériák feletti íveket a négy evangélista ábrázolásával, a szentély mennyezetét szintén allegorikus freskóval díszítette.
- A bajai Türr István Emlékművet Nagy Andrással közösen, 1934-ben készítette.
- Ugyancsak együttműködött a Baja jelképének számító Jelky András szobor megalkotásánál. A lépő alakot Medgyessy Ferenc, a Földgömböt Miskolczy Ferenc készítette.
- A bajai Rókus temetőben Nagy András építésszel együtt megalkotta az első világháborús hősök emlékművét, mely egy L alakú betonfal kovácsoltvas dísszel, s a falon márványtáblákon a hősök neveivel.
- A bajai Vörös Hidat díszítő „Pecáló inas” szobrát Nagy András ötlete és Kender István szobrász makettje alapján Miskolczy Ferenc készítette el életnagyságú szoborként. A gázlámpa oszlopába kapaszkodó, guggolva horgászó inas szobrát (annak hű másolatát) mára a Petőfi-szigeti horgászegyesületi székház elé állították.

| - Pubi (Borbíró Pongrác), gipsz, 1918. - Édesapám, színes beton, 1918. - Szerelmesek, beton, 1918. - Cuno, színes beton, 1928. - Esze Tamás, színes beton, 1936. - Liszt Ferenc plakett, gipsz, 1936. - Anya és gyermeke, hímes kő, 1937. - Akt, puhafa, 1946. - Ádám-Éva, diófa, 1947. - Türr István dombormű, gipsz, 1948. | - Mészáros Lázár dombormű, gipsz, 1948. - Bánat, meggyfa, 1950. - Felszabadulás, meggyfa, 1950. - Proletár nő, gyüricefa, 1952. - Kondás, fűzfa, 1956. - Vízöntő, színes beton, 1957. - Erika arcmása, színes beton, 1955. - Béke (ágszobor galambbal), diófa, 1966. - Beethoven (maszk), színes beton, 1967. - Beethoven, színes beton, 1967. |

### Festményei
| - Búzakeresztek, akvarell, 1917. - Önarckép, pasztell, 1918. - Liszt Ferenc zongorahangolója, 1918. - Laci öcsém, olajfestmény, 1919. - Zenélők, olajfestmény, 1919. - Olvasók, olajfestmény, 1920. - Estefelé, olajfestmény, 1920. - Jégverem a Pandúrszigeten, olajfestmény, 1920. - János bátyám, olajfestmény, 1921. - Piac, olajfestmény, 1922. - Jánoshalmi templom, olajfestmény, 1922. - Cigány, olajfestmény, 1922. - Tóth Kálmán utca, olajfestmény, 1922. - Kert vége, olajfestmény, 1922. - Dezső olvas, olajfestmény, 1922. - Mandi, olajfestmény, 1923. - Fehérblúzos hölgy, olajfestmény, vásznon, 1923. - Menyecske piros kendőben, pasztell, 1923. - Libapásztorfiú, olajfestmény, 1923. - Őcsényi út, olajfestmény, 1923. - Őcsényi menyecske, olajfestmény, 1924. - Őcsényi leányok, olajfestmény, 1924. - Varró leányka, olajfestmény, 1924. - Boglyák télen, olajfestmény, 1924. - Kendercsapó asszony, pasztell, 1924. - Lequeitio kikötője, olajfestmény, 1925. - Alhambra oroszlánudvara, olajfestmény, 1925. - Toledói várkapu, pasztell, 1925. - Toledói lépcsős utca, pasztell, 1925. - Toledói vízhordó lányok, pasztell, 1925. - Spanyol férfi Segoviában, pasztell, 1925. - Tengerpart Lequeitióban, pasztell, 1925. - A bajai Szent Szív római katolikus templom két mellékoltárán Szent Erzsébet és Szent Imre olajfestménye. - Segoviai lányka, akvarell, 1925. - Segoviai aquaduct, akvarell, 1925. - Granada látképe, akvarell, 1925, - Toledó hídja, akvarell, 1925. - Kendős férfi, akvarell, 1925. - Madonna (Róma), olaj, 1930. - Cecilia Metella (Róma), pasztell, 1930. - Karádi menyecske, pasztell, 1934. - Márta, olaj, 1935. - Tavasz, akvarell, 1937. - Parti utca, akvarell, 1937. | - Háború és béke, akvarell, 1946. - Szakszervezeti székház terve, akvarell, 1947. - Borulás, akvarell, 1947. - Téli táj a Sugovica-híddal, akvarell, 1948. - Tavasz, akvarell, 1948. - Reggel, akvarell, 1950. - Fűzfák a Sugovica partján, alvarell, 1950. (magántulajdon). - Baja látképe a Vénusz-dombról, olaj, 1950. - Rezéti öreg halász, akvarell, 1950. - Rozi néni, akvarell, 1950. - Marika, pasztell, 1952. - Krumplihámozó, olaj, 1953. - Magas part, akvarell, 1953. - Parti utcai feljáró, akvarell, 1954. - A tél, akvarell, 1954. - A köd, akvarell, 1954. - Tanítóképző dísztermének terve, akvarell, 1955. - Ülő lányka, akvarell, 1955. - Hordás, akvarell, 1956. - Egy magányos tanya, akvarell, 1956. - Csendes vízeken, akvarell, 1957. - Kamarás-Duna, akvarell, 1960. - Balatonakarattya, pasztell, 1960. - Baja, akvarell, 1960. - Kerek tó, akvarell, 1960. - Hullámzó Balaton, akvarell, 1961. - Naplemente a Balatonon, akvarell, 1961. - Fürdés a Balatonon, akvarell, 1961. - Magános fűzfa, olaj, 1962. - Akt (fekvő), akvarell, 1962. - Mórágyi hegyek között, akvarell, 1962. - Horgász, pasztell, 1964. - Duna, akvarell, 1964. - Nagy kerítőháló, akvarell, 1964. - Naplemente, akvarell, 1965. - Horgászok a csónakban, akvarell, 1964. - Önarckép, olaj, 1964. - Művésztelep, akvarell, 1965. - Kati, pasztell, 1966. - Baja, akvarell, 1966. - A sátor, akvarell, 1966. - Fűzfák, pasztell, 1967. - Baja és a Sugovica, akvarell, 1967. - Sugovica, akvarell, 1972. (magántulajdon). |

### Rézkarcai
- Spanyol táncosnő, 1925.
- Dora La Cordobesita, 1925.
- Öreg halász, 1925.
- Juan Bravo szobra Segoviában, 1925.
- Kecskék, 1925.
- Hulló csillagok (fametszet), 1925.
- A párizsi Jockey bárban, 1926.
- Pannonhalma, 1926.
- Ádám-Éva (fametszet), 1926.
- Egy ember élete. Miskolczy Ferenc rézkarcai. Rózsa Miklós bevezetőjével. 20 db rézkarc egy albumban, 1927.
- Világosság, 1936.
- Kötögető asszony, 1955.
- Halászok, 1964.
- Hálóvető, 1965.
- Másvilág, sorozat, (Jézus életéről és csodáiról.) Év n.

### Iparművészeti alkotásai
- Magyar mintájú perzsaszőnyeg, 200x300 cm, 1938.
- Torontáli szőnyeg modern mintával, 100x200 cm, 1938.
- Leány (szőnyeg), 50x50 cm, 1938.
- Emberpár (szőnyeg), 50x50 cm, 1938.
- Lámpaernyők, 1964.
- Fafaragások, 1967.

### Írása
- Miskolczy Ferenc: A bajai képzőművészet története a 20. században (Kézirat). In: MTA Művészettörténeti Kutatóintézet gyűjteménye. (MDK-C-II-es Gyűjtemény 862. tételszám, az 1967-es év anyaga.)

## Kiállításai

### Egyéni kiállítások
- Nemzeti Szalon, Budapest
- 1957 Türr István Múzeum, Baja
- 1967 Szakszervezeti Művelődési Ház, Baja
- 1968 Türr István Múzeum, Baja
- 1979 Szakszervezeti Művelődési Ház, Baja

### Válogatott csoportos kiállítások
- 1977 Bajai festőművészek kiállítása, Likovna Jesen Szalon, Zombor (YU)
- 1990 Bajai Képzőművészek kiállítása, Türr István Múzeum, Baja.

## Link
- "Bagolyvárvédők" Archiválva 2018. szeptember 26-i dátummal a Wayback Machine-ben
- "Bajai Múzeum Bagolyvár"